# Диоксотетрацианоренат таллия
Диоксотетрацианорена́т та́ллия — комплексное неорганическое соединение, соль металла таллия и диоксотетрацианорениевой кислоты с формулой Tl3[ReO2(CN)4]. При нормальных условиях представляет собой твёрдое вещество, неустойчиво в водном растворе.

## Получение
- Обменная реакция солей таллия(I) и диоксотетрацианорената калия или натрия:

{\displaystyle {\mathsf {3TlCl+K_{3}[ReO_{2}(CN)_{4}]\ {\xrightarrow {H_{2}O}}\ Tl_{3}[ReO_{2}(CN)_{4}]+3KCl}}}

## Свойства
Диоксотетрацианоренат таллия образует твёрдое вещество, неустойчивое в воде.